# Pays d'en Haut
El País de arriba, País de lo alto o  País d'en Haut (en francés: Pays-d'en-Haut, pronunciado /pɛˈi dɑ.n‿o/; en inglés: Upper Country) fue una vasta región de la colonia francesa de la Nueva Francia en Norteamérica, que corresponde aproximadamente al territorio al oeste de Montreal que comprende la totalidad de la cuenca de los Grandes Lagos, al norte y al sur, y se extiende en el interior continental tanto como los franceses habían explorado. La zona estaba bajo la administración directa del Gobernador general de Nueva Francia y dependía de Canadá.

## Descripción del territorio
El territorio de lo que se llamaba el Pays-d'en-Haut, en la época de la Nueva Francia, correspondía a una enorme extensión de tierra situada al oeste de las regiones de colonización del valle del San Lorenzo alrededor de los Grandes Lagos.

## Historia
Los inicios del Pays-d'en-Haut se remontan al propio inicio de la colonia de Nueva Francia. El primero en aventurarse en dicha región fue Étienne Brulé. Durante esos años, visitó muchas regiones, yendo a los Grandes Lagos canadienses (lago Superior, el lago Erie...) y llegando hacia el sur hasta el actual estado de Pensilvania, empujando también al norte al país de los hurones. Trabajando para las compañías de pieles que le remuneraban por persuadir a las tribus para que comerciaran con sus pieles, compartió la vida de los hurones y se vistió como ellos, adoptando sus costumbres, su moral y su modo de vida.
En 1615, el padre Joseph Le Caron instaló su misión de los hermanos menores recoletos en Huronia, cerca de Sainte-Marie-au-Pays-des-Hurons. En 1639, los misioneros jesuitas establecieron su misión alrededor de la comunidad Huron-Wendat en la misma región. En 1649, tras la destrucción por los iroqueses de la patria de los hurones, los misioneros franceses regresaron a territorio continental de Canadá con los hurones restantes que se establecieron en Wendake.
En 1634, Jean Nicolet fundó un pequeño puesto de comercio en la bahía de Les Puants y al sur de los Grandes Lagos. Fue nombrado La Baye y el primer colono en alojarse allí fue Nicolas Perrot, enviado por el padre Claude-Jean Allouez. En 1671, los jesuitas construyeron allí una misión. El fuerte La Baye se construyó en 1717. La ciudad de La Baye fue incorporada en 1754.
Hacia 1660, Francia comenzó una política de expansión hacia el interior de Norteamérica en lo que hoy es el este de Canadá. Los objetivos fueron: localizar el tan ansiado paso del Noroeste que permitiera llegar a China; explotar los recursos naturales del territorio, como la piel y los minerales; y convertir a la población indígena al catolicismo. Los comerciantes de pieles comenzaron explorando el Pays-d'en-Haut (el país superior alrededor de los Grandes Lagos) en ese momento. En 1659, Pierre-Esprit Radisson y Médard Chouart des Groseilliers llegaron al extremo occidental del lago Superior. Los sacerdotes fundaron misiones, como la Misión de Sault-Sainte-Marie, fundada en 1668 por Claude Dablon y Jacques Marquette. (Durante el siglo XVIII, fue un importante centro de comercio de la piel, siendo un puesto de la Compañía del Noroeste.) En 1670, Dablon y Marquette fundan una misión por primera vez en la isla Mackinac. Al año siguiente, la misión se trasladó a la península St. Ignace, situada en la ribera opuesta del estrecho de Mackinac.
El 17 de mayo de 1673, Louis Jolliet y Jacques Marquette comenzaron la exploración del río Misisipí, que llamaron Sioux Tongo (el gran río) o Michissipi. Llegaron a la desembocadura del río Arkansas, y luego regresaron aguas arriba, después de haber aprendido que el gran río discurría hacia el golfo de México y no hacia el océano Pacífico, como habían presumido.

### Expansión hacia el norte
Se establecieron varios puestos comerciales y fuertes en lo que hoy es la provincia de Ontario y las praderas orientales, como Fort Kaministiquia (1679), Fort Frontenac (1673), Fort Saint Pierre (1731), Fort Saint Charles (1732) y Fort Rouillé (1750).

### Expansión hacia el sur
En 1701, Antoine Laumet de La Mothe fundó Detroit. Construyó Fort Pontchartrain du Détroit, que se convirtió en el centro de la presencia militar francesa en la región y se apoyó en la red de fuertes ya existentes, como Fort Niagara (1678), Fort Sainte-Croix (1678), Fort Crèvecoeur (1680), Fort Michillimakinac (1683), Fort de Buade (1683), Fort Saint-Louis du Rocher (1683), Fort Saint-Nicolas (1685), Fort Saint-Antoine (1686), [[Fort Saint-Louis (Ontario)|Fort Saint-Louis]] (1691), Fort Saint-Joseph (1691), Fort La Pointe 1693, Fort Le Sueur (1695). Luego se siguieron construyendo más fuertes, como Fort Michilimackinac (1715), Fort Miami (1715), Fort La Baye (1717), Fort Ouiatenon (1717), Fort Chagouamigon (1718) y Fort Beauharnois (1727). Estos fuertes, tanto guarniciones como puestos comerciales, fueron utilizados para afirmar la soberanía francesa y facilitar el comercio de los voyageurs con los nativos. En 1717, las zonas del sur más cercanas al río Misisipi, conocidas como el país de los illinois, pasaron de depender de Canadá a hacerlo de la Luisiana francesa.

### Asentamientos
Los asentamientos franceses en el Pays d'en Haut al sur de los Grandes Lagos, además de los fuertes ya mencionados, eran Detroit, La Baye (1634), la misión Sainte-Marie (1668), la misión Saint-Ignace (1670), la misión Saint-François-Xavier (1671), y Vincennes (1732), aunque esta última en 1736 fue luego unida al Pays des Illinois, y dependió de la Luisiana. Hacia 1773, la población de Detroit era de 1400 y en 1776, su población era de hasta 2144
Más tarde se construyeron otros cuatro fuertes para proteger el Pays-d'en-Haut: Fort Presque Isle (1753), Fort Le Boeuf (1753), Fort Duquesne (1754) y Fort Machault (1754).

## ElPays-d'en-Hautdespués de 1763
Después del Tratado de París de 1763, el Pays-d'en-Haut pasó a depender de los británicos, pero desde su toma de posesión los amerindios se opusieron. El jefe Pontiac, de los ottawas,  tuvo éxito en la «rebelión de Pontiac» movilizando a todas las tribus de la región de los Grandes Lagos contra los británicos. Las fuerzas de Pontiac incautaron todos los puestos y fuertes del Pays-d'en-Haut (excepto Niagara y Détroit) y los incendiaron. Esta rebelión obligó al rey Jorge III a hacer la Proclamación Real de 1763, que estableció los derechos indígenas ilimitados en las tierras que ocupaban y prohibió hacer nuevos asentamientos más allá de los Apalaches, lo que causó gran descontento entre los comerciantes y especuladores americanos.
En 1774, el Parlamento británico aprobó el Acta de Quebec que redefinió las fronteras de la provincia para incluir al Pays-d'en-Haut, incluyendo el Valle del Ohio y el País de los ilinueses, delimitados por: los montes Apalaches, al este; el río Ohio, al sur; el río Misisipi, al oeste; y el límite sur de las tierras de la Compañía de la Bahía de Hudson (conocida como Tierra de Rupert) al norte. En 1773, la población de Detroit era de 1400 hab. y en 1778 era de 2144 hab.
Tras la firma del Tratado de París (1783), los Estados Unidos recibieron del Reino Unido de Gran Bretaña el lado sur del Pays-d'en-Haut. Ni Francia ni España estuvieron presentes en las conversaciones a pesar del masivo apoyo militar y naval francés y del apoyo monetario español. Sin embargo, los británicos se negaron a rendir el territorio desde entonces y hasta 1814, después de la guerra de 1812, el Reino Unido no cedió este medio Pays-d'en-Haut a los Estados Unidos. A partir de entonces, los amerindios fueron desplazados y enviados al estado de Oklahoma.

## Terminología actual
Hoy día, el término Les Pays-d'en-Haut se refiere a un municipio regional de condado en la región de Laurentides de la provincia de Quebec, al norte de Montreal.